# Могилёвский зоосад
Могилёвский зоосад построен в 2004 г., датой открытия считается 9 мая 2005 года.

## Пешеходный маршрут
Располагается слева вдоль Днепра на площади в 124 га. По периметру зоосада оборудован пешеходный маршрут, имеются смотровые площадки. Посетители, двигаясь по огороженной тропе и выходя на специальные смотровые вышки, имеют возможность наблюдать зверей в привычных для них условиях.

## Животные

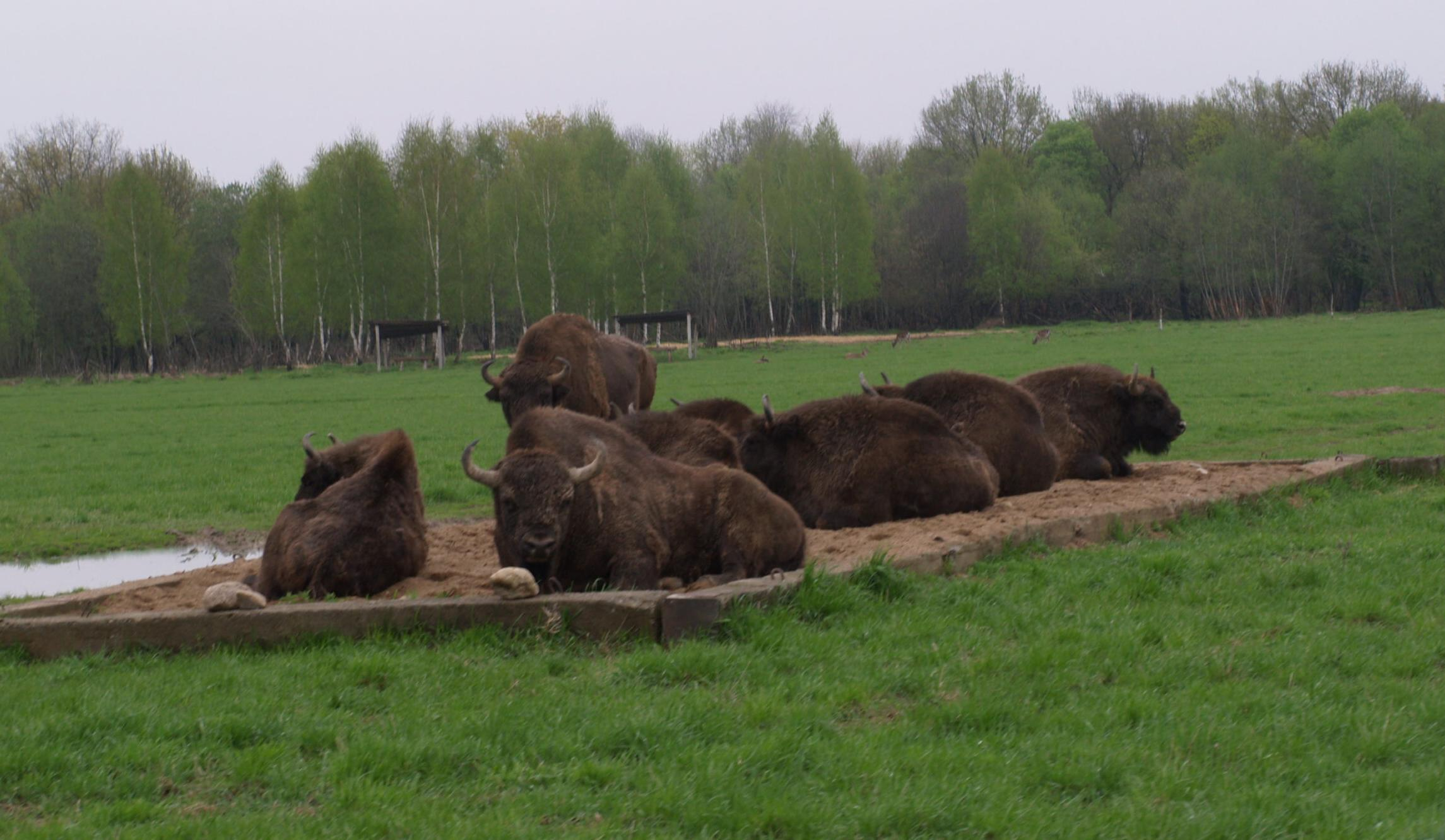
Зубры Могилёвского зоосада

Основную часть зоосада занимают просторные вольеры, в которых живут обитатели белорусских лесов — зубры, олени, кабаны, лоси, косули, волки, лисы, енотовидные собаки и др.
Кроме того, в зоосаде обитают уссурийский тигр, благородный олень, пятнистый олень, северный олень, рысь, овцы, кролики, утки, гуси, глухарь, сова, неясыть, фазан, коршуны и др.
В октябре 2021 года в могилёвский зоосад прибыли двухгодовалый лев, родившийся в Приморском крае и полуторогодовалая пума по имени Арчи, ранее проживавшая в детском контактном зоопарке. От Карагандинского зоопарка зоосад получил в подарок две шиншиллы и енотов-полоскунов.

## Экскурсия по железной дороге

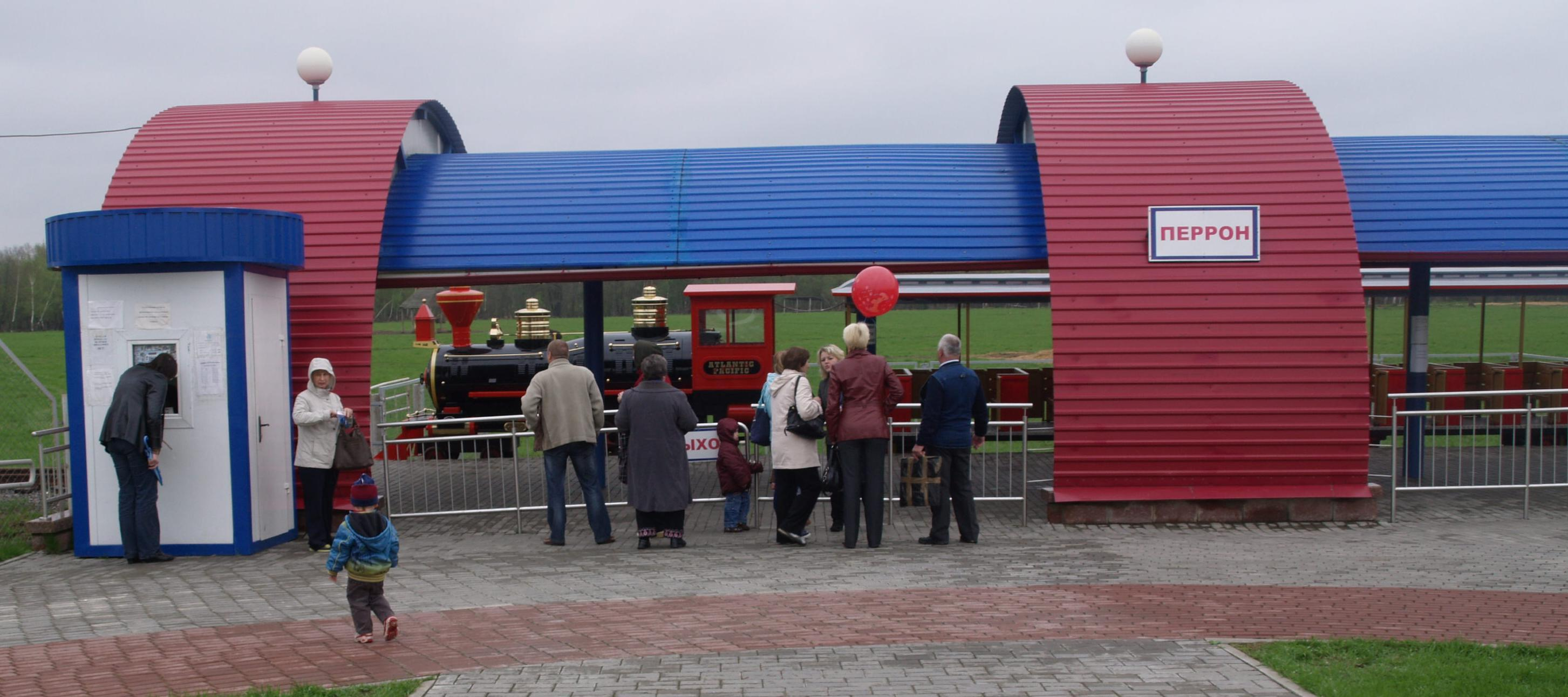
Перрон железной дороги зоосада

Железная дорога начала функционировать в зоосаде весной 2009 года. Поезд может развивать скорость до 10 км/ч. Протяженность дороги составляет 2 км и позволяет познакомиться поближе с обитателями большого вольера. В вольере можно увидеть беловежского зубра, европейскую лань и пятнистого оленя.
Путешествуя по железной дороге, можно наблюдать разветвленную систему каньонов, которые образовались на территории зоосада в ледниковый период. В зоне интенсивного посещения зоосада часть каньона преобразована в искусственный водоем, на котором обитают представители водоплавающей фауны нашей республики — утки и лебеди.

## Этнографическая белорусская деревня
К зоосаду примыкает стилизованная «Белорусская этнографическая деревня» — музей под открытым небом. В деревне можно посетить дом кузнеца, гончара, ознакомиться с бытом белорусского народа начала XX в. В имении помещика расположились кафе и гостиница, в крестьянских домах — мастерские ремесленников и сувенирные лавки.